# Militarisme
De term militarisme betekent, in culturele zin, een voorliefde voor militair vertoon zoals uniformen, wapens, onderscheidingen, parades, orden, rituelen, hiërarchieën, rangen en titels, vlaggen, heldenverering, discipline en het principe van bevelen en gehoorzamen. Ook het kleden van kinderen in militaire uniformen is in vele ogen een kenmerk van militarisme.
Militarisme is een subjectief begrip, wat wel of niet militaristisch is is een persoonlijk oordeel. Als politiek begrip duidt het op de aanwezigheid van een sterk dominante geüniformeerde macht die zich in sommige gevallen zelfs aan politieke en parlementaire controle kan onttrekken.
Het begrip "militaristisch" is geen synoniem voor militair. Het begrip militarisme is op zich neutraal; het beschrijft een bepaalde voorliefde. Veelal wordt het door tegenstanders echter als negatief beschouwd: militaristische regimes liggen meestal aan de basis van oorlogszuchtige retoriek.

## Voorbeelden

### Geschiedenis

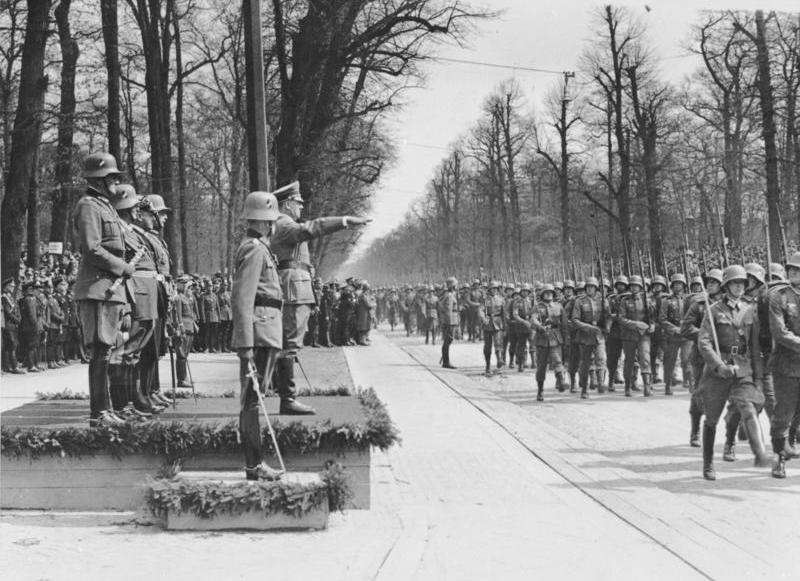
Militaire parade in nazi-Duitsland

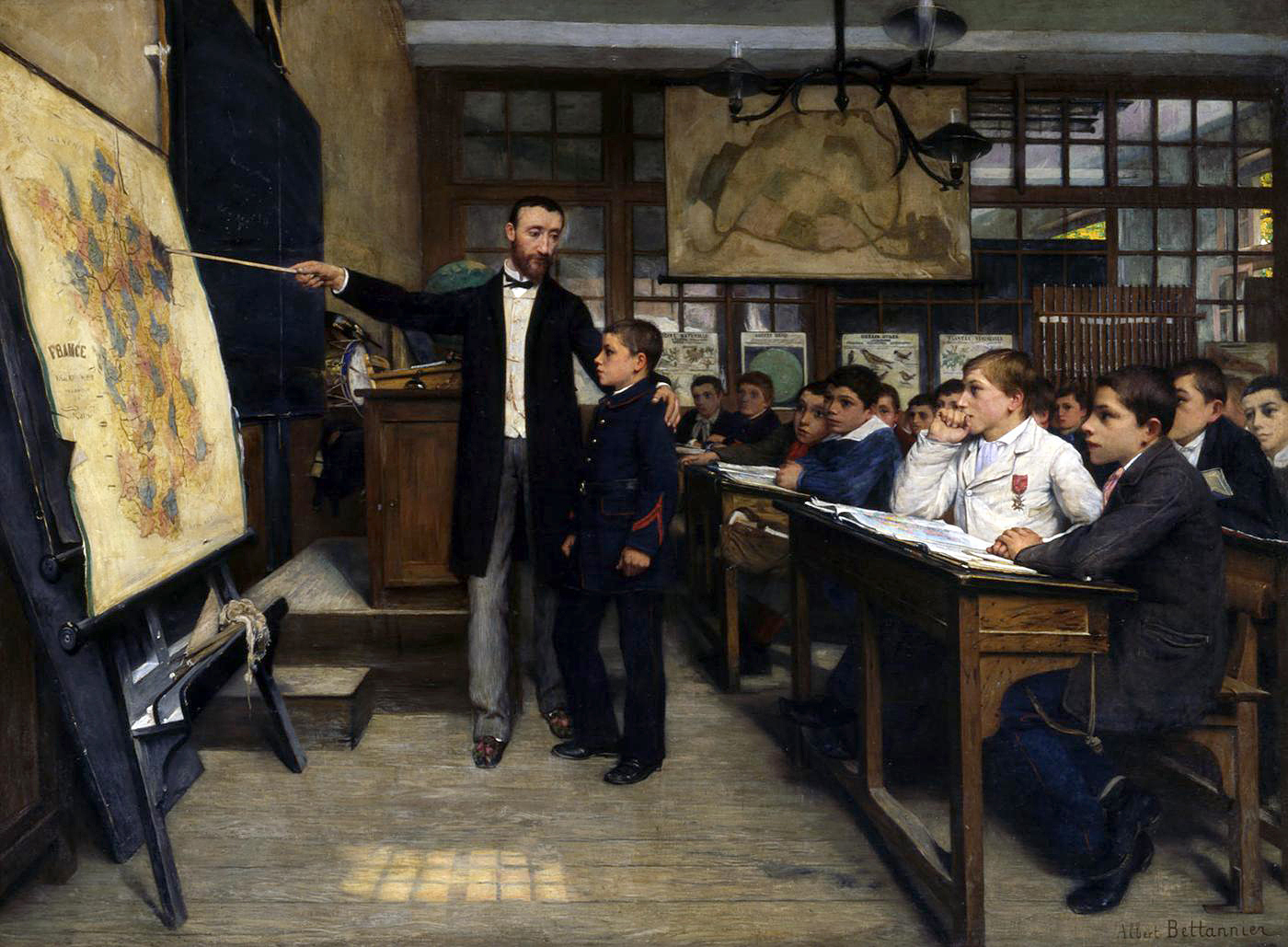
"La tache noire" van Albert Bettanier met Elzas en Lotharingen als "zwarte plek" als symbool van het radicale nationalisme. In het lokaal staan een militaire trommel en een rek met wapens, symbool van het militarisme

Een heel aantal landen heeft in het verleden duidelijk een militaristisch karakter gehad, bijvoorbeeld Sparta in het oude Griekenland, het Romeinse Rijk, het koninkrijk Pruisen, het Duitse Keizerrijk, het Franse Keizerrijk onder Napoleon Bonaparte en het Britse Rijk.
Pruisen, waar het leger een grote rol speelde en waar uniformen vaak in het straatbeeld voorkwamen, wordt dikwijls als voorbeeld van militarisme aangehaald. Deze tendens begon al in de achttiende eeuw, toen Frederik Willem I (de Soldatenkoning) en Frederik II het Pruisische leger substantieel uitbreidden. Van Pruisen werd gezegd dat "terwijl ieder land een leger had, Pruisen het enige leger was dat een land had".
Ook in het Duitse Keizerrijk, waarin Pruisen domineerde, was het leger van groot belang, vooral tijdens de wilhelminische periode (1890-1918). Het rijk was een semi-constitutionele monarchie: de zittende keizer, die de belangen van de aristocratie en het leger doorgaans steunde, had volgens de toen vastgestelde grondwet uitgebreide bevoegdheden en kon alle belangrijke staatszaken zelf beslissen als hij dat wilde. Keizer Wilhelm I maakte er geen gebruik van en bemoeide zich dus niet met rijkskanselier Otto von Bismarck, zodat deze zijn politiek kon uitvoeren en dus zijn stempel op het land kon drukken. Wilhelm II maakte daarentegen wel volop gebruik van zijn grondwettelijke rechten. Dit leidde o.a. tot de uitbouw van de Duitse marine, die door het Britse Rijk als onrustwekkend werd ervaren. De controle van het parlement en de ministerraad op het leger was beperkt. Zozeer zelfs dat de, toch politiek verantwoordelijke, ministers zich nauwelijks met de gang van zaken durfden te bemoeien. Die beperkte status wordt goed geïllustreerd door het hofprotocol, waarin bijvoorbeeld de burgemeester van Berlijn in rang na een tweede luitenant kwam. Er waren in de wilhelminische periode mannen die vanwege hun reserve-officierschap ook dagelijks in uniform liepen. In verslagen van buitenlandse tijdgenoten sprak men dikwijls zijn verbazing uit over het straatbeeld in bijvoorbeeld Berlijn: op een mooie dag op een terrasje gezeten zag men een onafgebroken menigte mensen voorbijkomen gekleed in de meest uiteenlopende uniformen. De officieren, oud-officieren en reserve-officieren waren immers gewend om hun uniform dagelijks, dus ook buiten de dienst, te blijven dragen.
In deze periode was het Duitse Keizerrijk echter lang niet de enige staat waar het militarisme bloeide. In de aanloop naar de Eerste Wereldoorlog was ook in alle andere Europese grootmachten (het Oostenrijks-Hongaarse Rijk, het Russische Rijk, het Britse Rijk, Frankrijk en Italië) het militarisme (in combinatie met radicaal nationalisme) duidelijk aanwezig, wat resulteerde in een ongeziene wapenwedloop.
Nazi-Duitsland was uitermate militaristisch (net als het fascistische Italië van Mussolini), vooral na de Kapp-putsch. Toen werden de meest radicale militaristische figuren in de rangen van de NSDAP opgenomen, terwijl alle elementen van gematigder militarisme werden verdrongen. Het Japanse Keizerrijk van de jaren 30 van de 20e eeuw kreeg ook steeds meer militaristische trekjes.

### Moderne tijd
In de moderne tijd zijn er ook landen of personen die een uitgesproken voorliefde voor militair vertoon en bijbehorende kleding kennen of kenden. Zo was de Palestijnse premier Arafat altijd gekleed in een legergroen uniform. Ook de Cubaanse president Fidel Castro kleedde zich graag in militaire uniformen.
Op nationaal niveau wordt Noord-Korea gezien als een militaristisch land en sommigen vinden dit ook van de Verenigde Staten.